# Et blik er nok
Et blik er nok er en dansk oplysningsfilm fra 1982 instrueret af Per B. Holst.

## Handling
Denne artikel mangler et handlingsreferat. Hjælp os med at skrive det.

## Medvirkende
- Ove Sprogøe, Jensen